# 25 Zona Preferente
25 Zona preferente es el tercer álbum en directo realizado por el cantante mexicano Mijares. Este fue lanzado al mercado mexicano el día 20 de septiembre de 2011 por la Agencia Productora de Espectáculos S.A. con permiso de la compañía de discos "Warner"; el álbum es compuesto por dos discos compactos y 24 temas en total realizados durante un concierto realizado exclusivamente para la grabación del mismo.
Este material recibió un disco de platino certificado por la empresa medidora AMPROFON.

## Lista de canciones
| 25 Zona preferente - CD 1 | |              |          |  |
| N.º                       | Título | Escritor(es) | Duración |  |
| 1.                        | «Opening»                                                                                                   |              |          |  |
| 2.                        | «Si me enamoro»                                                                                             |              |          |  |
| 3.                        | «Buena fortuna»                                                                                             |              |          |  |
| 4.                        | «No se murió el amor»                                                                                       |              |          |  |
| 5.                        | «Corazón salvaje»                                                                                           |              |          |  |
| 6.                        | «Que nada nos separe»                                                                                       |              |          |  |
| 7.                        | «Tan solo»                                                                                                  |              |          |  |
| 8.                        | «Me acordaré de ti»                                                                                         |              |          |  |
| 9.                        | «Siempre»                                                                                                   |              |          |  |
| 10.                       | «Soñador»                                                                                                   |              |          |  |
| 11.                       | «Baño de mujeres»                                                                                           |              |          |  |
| 12.                       | «El breve espacio»                                                                                          |              |          |  |
| 13.                       | «Popurrí 80's» (Nube Azul, Poco a poco, Nunca sabrás amar, Amor has de esperar, El amor no tiene fronteras) |              |          |  |

| 25 Zona preferente - CD 2 |                         |              |          |  |
| N.º                       | Título                  | Escritor(es) | Duración |  |
| 1.                        | «Soldado del amor»      |              |          |  |
| 2.                        | «Cuando me vaya»        |              |          |  |
| 3.                        | «Te extraño»            |              |          |  |
| 4.                        | «Amor»                  |              |          |  |
| 5.                        | «Bella»                 |              |          |  |
| 6.                        | «Uno entre mil»         |              |          |  |
| 7.                        | «El rey de la noche»    |              |          |  |
| 8.                        | «No podrás»             |              |          |  |
| 9.                        | «Para amarnos más»      |              |          |  |
| 10.                       | «No hace falta»         |              |          |  |
| 11.                       | «El privilegio de amar» |              |          |  |